# كمين العتيبة
كان كمين العتيبة عملية عسكرية ناجحة قام بها الجيش السوري في 26 فبراير 2014 ضد مسلحي النصرة في العتيبة. وذكر المحللون أن العملية العسكرية ربما تكون قد أحكمت قبضة الحكومة على شرق دمشق.

## الكمين
بدأت عملية الجيش السوري قبل أسبوعين عندما اعترضت شعبة الاستخبارات العسكرية السورية الاتصالات بين ضباط جبهة النصرة في الأردن و‌جبال القلمون. وقرر قائد جبهة النصرة، أبو محمد الجولاني، أن تسافر وحدة تضم أكثر من 250 رجلًا من جبال القلمون إلى مدينة المفرق الأردنية. وكانت الخطة هي السفر خلال الليل لتجنب الرصد من قبل المقاتلين الأعداء وتجنب أي ازدحام على الطرق. بعد اعتراض هذه المراسلات، بدأ الجيش السوري تحصين المنطقة وزرع الألغام على طول محيط بلدة وبحيرة العتيبة.
في حوالي الساعة 12:00 صباحًا، بدأ مقاتلو جبهة النصرة والجبهة الإسلامية في التحرك نحو الحدود الأردنية. غير مدركين بالكمين الذي نصب، توقفت قافلة المركبات قبل دخول الغوطة الشرقية. وكان ذلك نتيجة للأوامر التي صدرت من الجولاني التي تطلب من الرجال أن يتحركوا سيرًا على الأقدام.
حوالي الساعة 2:45 صباحًا، وصلت القوات إلى العتيبة. وكان كل ما تبقي من القيام به هو عبور قطعة أرض مقفرة والدخول بأمان إلى الأردن. وبأ المتشددون، وهم يجهلون أنهم دخلوا للتو حقل ألغام من مائة ياردة، بتسريع وتيرتهم نحو الحدود. وهذا هو الوقت الذي بدأت فيه الألغام تنفجر مخلقة فوى بين خطوط المتشددين. حاول المقاتلون المتبقون الفرار من حقل الألغام، لكن الظلام جعل من الصعب تجنب الألغام. ومجرد أن ساد الهدوء. بدأ الجيش السوري بإطلاق قذائف الهاون عليهم، للإجهاز على الباقين على قيد الحياة. ذكر أن معظمهم من الرعايا السعوديين والقطريين والشيشان.

## إعلام
يكشف شريط فيديو عن تسجيل التفجير الفعلي للكمين، الذي جرى على دفعتين. الأول منها تسبب في وطأة الخسائر.
ذكرت محطة تلفزيون المنار أن المقاتلين كانوا يحاولون الخروج من الغوطة الشرقية للانضمام إلى المعارك في بلدة درعا أو جبال القلمون. وادعت جماعة جيش الإسلام المتشددة أن القتلى كانوا مدنيين يحاولون الهرب من الحصار، وذكرت أنها لم تفقد أي مقاتلين، بيد أن صورًا للإصابات ظهرت في وقت لاحق عبر وسائل التواصل الاجتماعي التي تؤكد جميع القتلى كمسلحين.